# Dienstbehörde
Dienstbehörde eines deutschen Beamten ist die Behörde eines Dienstherrn, in der der Beamte ein Amt wahrnimmt (analog zu § 3 Satz 1 BBG). In der Rechtspraxis gilt diese Definition entsprechend für Beamte auf Widerruf, auch wenn diese noch kein beamtenrechtliches Amt verliehen bekommen haben.
Die Dienstbehörde ist grundsätzlich für alle beamtenrechtlichen Entscheidungen zuständig. Für Beamte auf Widerruf können die jeweiligen Verordnungen über die Vorbereitungsdienste Festlegungen zur Dienstbehörde treffen.

## Oberste Dienstbehörde
Oberste Dienstbehörde eines Beamten ist in Deutschland die oberste Behörde eines Dienstherrn, in deren Geschäftsbereich der Beamte ein Amt wahrnimmt (§ 3 Satz 1 BBG) oder bei Beamten auf Widerruf, in deren Geschäftsbereich diese regelmäßig ihren Dienst ausüben.
In der unmittelbaren Bundesverwaltung ist die oberste Dienstbehörde meist ein Bundesministerium, in der mittelbaren Bundesverwaltung (z. B. Anstalten, Stiftungen des öffentlichen Rechts) wird die Bestimmung der obersten Dienstbehörde mehrheitlich gesondert in den Errichtungs-Gesetzen oder zum Teil auch in den Satzungen geregelt.
Obersten Dienstbehörden sind beispielsweise für Beamte:
- des Bundeszentralamtes für Steuern das Bundesministerium der Finanzen,
- der Bundesagentur für Arbeit der Vorstand und
- der Stiftung Preußischer Kulturbesitz der Präsident der Stiftung.

Für Landesbeamte finden sich ähnliche Regelungen in den Landesgesetzen.